# Distretto di Reggio
Il distretto di Reggio fu una suddivisione amministrativa, prima, del Regno di Napoli e, poi, del Regno delle Due Sicilie. Dal 1806 e fino alla fine del 1816, fu subordinata alla provincia di Calabria Ulteriore; successivamente e fino alla sua soppressione nel 1860, costituì un distretto della provincia di Calabria Ulteriore Prima.

## Istituzione e soppressione
Fu costituito nel con la legge 132 del 1806 Sulla divisione ed amministrazione delle province del Regno, varata l'8 agosto di quell'anno da Giuseppe Bonaparte. Con l'occupazione garibaldina e l'annessione al Regno di Sardegna del 1860, l'ente fu soppresso.

## Suddivisione in circondari
Il distretto era suddiviso in successivi livelli amministrativi gerarchicamente dipendenti dal precedente. Al livello immediatamente successivo, infatti, individuiamo i circondari, che, a loro volta, erano costituiti dai comuni, l'unità di base della struttura politico-amministrativa dello Stato moderno. A questi ultimi potevano far capo i villaggi, centri a carattere prevalentemente rurale.
I circondari del distretto di Reggio, prima della soppressione, ammontavano ad otto ed erano i seguenti:
- Circondario di Reggio:
Reggio (con i villaggi Archi, Barre, Candera, Condera, Nasili, Pavigliana, Pentimele, Perlupo, Riparo, San Giorgio, Santa Caterina, Santo Sperato, San Vito, Spirito Santo, Terreti, Trizzino, Vinco, Vito), Ortì (con i villaggi Arasi, Cerasi, Orti Superiore, Straorino); aveva una popolazione di 28 425 abitanti.
- Circondario di Villa San Giovanni:
Villa San Giovanni (con i villaggi Acciarello, Pezzo), Campo (con il villaggio Masulà), Cannitello (con il villaggio Piale), Catona, Fiumara, Gallico Superiore (con i villaggi Gallico Inferiore, Santa Domenica), Salice, San Roberto (con i villaggi Samperi, Sant'Angelo) ; aveva una popolazione di 16 815 abitanti.
- Circondario di Scilla:
Scilla (con i villaggi Favazzina, Solano Superiore); aveva una popolazione di 14 027 abitanti.
- Circondario di Calanna:
Calanna (con i villaggi Mesa, Milanese), Laganadi, Podàrgoni (con il villaggio Scindilifa), Rosalì, Sambatello (con i villaggi Diminniti, San Giovanni), San Giuseppe, Sant'Alessio, Santo Stefano; aveva una popolazione di 6 597 abitanti.
- Circondario di Sant'Agata in Gallina:
Sant'Agata in Gallina (con i villaggi Arangea, Ravagnisi, San Gregorio), Cataforio (con i villaggi Armo, Cannavò, Mosorrofa, San Salvatore), Cardeto, Motta San Giovanni (con il villaggio Valanidi Inferiore, Valanidi Superiore, Valanidi), Pellaro (con i villaggi Lazzaro, San Gregorio, Valanidi); aveva una popolazione di 13 462 abitanti.
- Circondario di Melito:
Melito (con i villaggi Annà, Pentidattilo, Pilati, Prunella, Sbarre), Bagaladi, San Lorenzo (con i villaggi Chorio, San Bartolomeo, San Pantaleone), Montebello (con i villaggi Fossato, Salina); aveva una popolazione di 9 102 abitanti.
- Circondario di Bova:
Bova, Africo (con il villaggio Casalnuovo), Condofuri (con il villaggio Gallicchio, Gallicianò), Rocca Forte, Roghudi; aveva una popolazione di 9 306 abitanti.
- Circondario di Bagnara:
Bagnara (con i villaggi Ceramida, Pellegrina, Solano Inferiore); aveva una popolazione di 6 893 abitanti.

Il numero di abitanti è riferito all'anno 1839.